# 티베트가젤
티베트가젤(Procapra picticaudata)은 소과에 속하는 영양의 일종으로 티베트고원에서 서식한다. 비교적 작은 영양으로 가냘프고 단아하다. 수컷과 암컷 모두 어깨 높이 54~65cm의 키에 머리에서 몸까지의 몸길이는 91~105cm, 몸무게는 13~16kg 정도이다. 수컷은 길고 끝이 가느다란 뿔이 26~32cm까지 자란다. 암컷은 뿔이 없다.